# Afrana ruwenzorica
Amietia ruwenzorica là một loài ếch thuộc họ Ranidae.
Loài này có ở Cộng hòa Dân chủ Congo, Kenya, và Uganda.
Môi trường sống tự nhiên của chúng là rừng ẩm vùng đất thấp nhiệt đới hoặc cận nhiệt đới, vùng núi ẩm nhiệt đới hoặc cận nhiệt đới, đồng cỏ nhiệt đới hoặc cận nhiệt đới vùng đất cao, sông ngòi, và rừng trước đây suy thoái nghiêm trọng.